# Салко Алла Анатоліївна
Алла Анатоліївна Салко (25 квітня 1964, місто Луцьк, Українська РСР, СРСР) — придністровська художниця українського походження. Почесний член Національної Академії витончених мистецтв, Бразилія ; Лауреатка Премії «Medusa Aurea Trophy» AIAM, Італія, Заслужений художник Придністровської Молдавської Республіки.
Ім'я художниці занесене до енциклопедії «Хто є хто» Академії геральдики України .

## Життєпис

### Освіта і робота
Алла Салко закінчила Одеське державне художнє училище імені Грекова, Одеський державний педагогічний університет імені К. Д. Ушинського.
З 1984 по 1989 роки працювала викладачкою в Слободзейській художній школі, а у 1989⁣ — ⁣2011 роках — художницею вищої творчої категорії в Тираспольських художньо-виробничих майстернях художнього фонду Спілки художників Молдавської РСР (Творче об'єднання «Арта» Спілка художників Придністров'я).
Є учасником понад 60 виставок та симпозіумів. З них 12 — персональних.

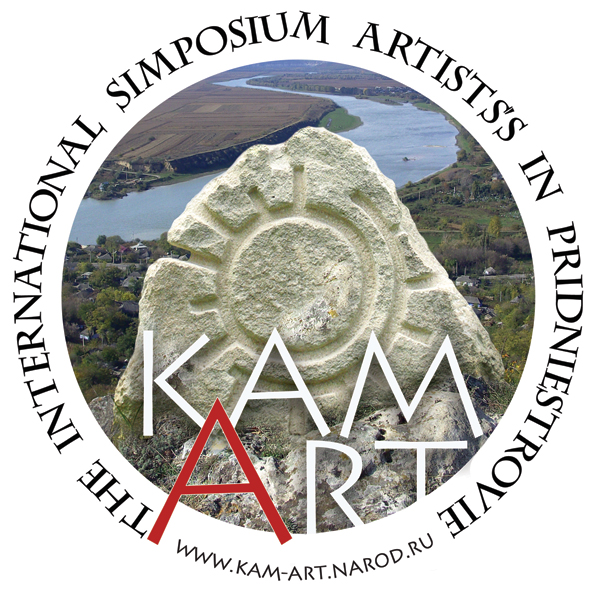
Емблема симпозіуму Камарт

Член оргкомітету Міжнародного проєкту художників «Kam Art», член міжнародної асоціації працівників культури та мистецтва, член Спілки художників Придністров'я, член Національної Спілки журналістів України.
Картини художниці знаходяться в публічних колекціях Росії, Молдови, України, Польщі, Румунії, Туреччини, Німеччини, Словенії, Індонезії, Болгарії.
Завдяки художниці світова філателія поповнилася поштовими марками, які знайомлять із флорою та фауною Придністров'я.

## Нагороди та звання
- Почесний член Національної академії образотворчого мистецтва Бразилії ;
- Лауреатка Премії «Medusa Aurea Trophy» AIAM, Італія ;
- Срібна Медаль «International Art Competition NAFA», Бразилія ;
- Диплом Міжнародної академії сучасного мистецтва в Римі, Італія ;
- Відмінний працівник культури Придністров'я ;
- Кришталева Плакета «POAART», Словенія ;
- Диплом Прем'єр-міністра України ;
- Медаль Лауреата Міжнародного конкурсу імені П. Куліша, Україна ;
- Почесний Знак «За розвиток культури і мистецтва», Україна ;
- Почесне звання «Заслужений художник Придністровської Молдавської Республіки»[6]
- Ім'я художниці занесено до енциклопедію «Хто є хто» Академії геральдики України[7] .

## Родина
- Чоловік: Салко Юрій Іванович — художник, скульптор.[8]
- Син: Валентин Салко — архітектор.